# Clères
 Clères  es una población y comuna francesa, en la región de Alta Normandía, departamento de Sena Marítimo, en el distrito de Rouen y cantón de Clères.

## Demografía
| 1006 | 1055 | 1091 | 1302 | 1254 | 1266 |
| Para los censos de 1962 a 1999 la población legal corresponde a la población sin duplicidades (Fuente: INSEE [Consultar]) |      |      |      |      |      |